# Дод, Евгений Вячеславович
Евгений Вячеславович Дод (род. 17 апреля 1973, Москва) — российский специалист в области управления, менеджер и экономист, председатель правления ОАО «РусГидро» (2009—2015).

## Биография
Родился в 1973 году в Москве. В 1995 году окончил Московский авиационный институт, по специальности «экономика и управление на предприятиях машиностроения».
С 1993 по 1996 год работал экономистом и старшим экономистом в «Промрадтехбанке», затем главным специалистом отдела активных операций в ООО Инвестиционная компания «ЮКОС-Инвест».
С 1996 по 1999 год занимал должности заместителя генерального директора и генерального директора инвестиционной компании «ФАРКО Секьюритиз».
С 1999 по 2000 год работал заместителем начальника Департамента экспорта РАО «ЕЭС России».
В 2000 году Евгений Дод занял пост Генерального директора ЗАО «ИНТЕР РАО ЕЭС» и возглавлял компанию до 2009 года. В 2008 году был избран Председателем правления предприятия. В период его руководства «ИНТЕР РАО ЕЭС» трансформировалось в одно из самых масштабных энергетических предприятий страны и существенно расширило список активов.
В 2007 году защитил диссертацию кандидата экономических наук по теме «Движение капитала и его особенности в реальном секторе российской экономики».
С ноября 2009 года по сентября 2015 председатель правления ОАО «РусГидро». В сжатые сроки восстановил Саяно-Шушенскую ГЭС после аварии, для чего и был назначен руководителем «РусГидро» по личной рекомендации заместителя председателя правительства Российской Федерации Игоря Сечина. Станция была восстановлена с опережением графика. Отвечал за постройку Нижне-Бурейской ГЭС, которая до сих пор считается самой современной на Дальнем Востоке. Занимался реорганизацией тепловой энергетики дальневосточного региона, его проекты — модернизация и возведение новых станций во Владивостоке, Якутске, Южно-Сахалинске, Благовещенске, а также в Поволжье и на Северном Кавказе.
В 2013 году на Дальнем Востоке произошло экстремальное наводнение. Евгений Дод лично принял участие в решении проблемы, а именно разработал достаточно сложные водные режимы использования ГЭС и водохранилища на реке Бурее. Благодаря этому удалось предупредить крупномасштабную аварию в Хабаровском краю и Амурской области.
22 июня 2016 года взят под стражу по обвинению в завышении премии себе на 73,2 млн рублей. Другим обвиняемым по делу проходил главный бухгалтер «РусГидро» Дмитрий Финкель. Первоначально им было предъявлено обвинение в крупном мошенничестве, организованном группой лиц (ч.4 ст.159 УК РФ). Позднее следствие переквалифицировало их действия на статью о растрате (ч.4 ст.160 УК РФ). В декабре 2016 года Дод добровольно и в полном объеме возместил компании причиненный ущерб, перечислив ей 198 млн.руб.. После этого следователь согласился на изменение меры пресечения с заключения под стражу на домашний арест. В 2017 году освобождён из-под домашнего ареста.
Осенью 2018 года уголовное преследование в отношении Дода прекращено. В июне 2020 года Следственный комитет закрыл уголовное дело.

## Доходы
По итогам 2015 года занял 13-е место из 25 в ежегодном рейтинге самых дорогих руководителей компаний от Forbes. Оценка вознаграждения: $7 млн. Годом ранее, в 2014-м, в том же рейтинге занимал 17-е место (оценка дохода: $6 млн), в 2013-м — 15-е место ($7 млн), в 2012-м — 15-е место ($6 млн).

## Награды
- Орден «За заслуги перед Отечеством» IV степени[15][1]
- Орден Почёта[1]
- Кавалер Ордена Почетного Легиона
- Почетная грамота Электроэнергетического Совета СНГ
- Благодарность Министерства промышленности и энергетики Российской Федерации (2005)[1]
- Памятная медаль Премьер-министра Республики Армения и Благодарственная грамота (2007).
- Почетное звание «Заслуженный энергетик»[1]
- Звание «Заслуженный энергетик СНГ»[1].

## Семья
Женат, имеет двух детей. На протяжении многих лет занимается айкидо и кобудо. Коллекционирует монеты и самурайские мечи.